# Klára Kolouchová
Klára Kolouchová (cognom de naixement, Poláčková; 6 de setembre de 1978 – 3 de juliol de 2025) va ser una alpinista txeca que es va convertir en la primera dona del país a escalar les tres muntanyes més altes de la Terra: l'Everest, el K2 i el Kanchenjunga, i un total de cinc pics de 8.000 metres. També va completar els Set Cims.
Klára Kolouchová va treballar com a gerent de relacions públiques per a empreses estrangeres en paral·lel als estudis de gestió empresarial a la Universitat Anglo-Americana de Praga. Després del seu càrrec com a directora regional de comunicació a Euro RSCG Worldwide (2000–2003), va ocupar un càrrec a l'oficina de Londres (2003–2004) i (entre 2004 i 2006) va treballar com a consultora de comunicació al Regne Unit per al Departament d'Afers Constitucionals i el Departament de Salut.
A més de l'alpinisme, el seu esport preferit era el tenis i va guanyar el torneig LTA al Queen's Club de Londres.
Va morir el 3 de juliol de 2025 mentre escalava el Nanga Parbat, després que la seva bombona d'oxigen explotés i ella caigués de la muntanya. Segons l'alpinista Jan Trávníček i fonts pakistaneses, el dipòsit d'oxigen de Kolouchová no va explotar.